# L'Alcade de Zalamea
L'Alcade de Zalamea (en espagnol : El Alcalde de Zalamea) est une pièce de théâtre en trois actes et cinq tableaux, écrite vraisemblablement en 1651 par l’auteur et poète espagnol Pedro Calderón de la Barca.

## L'auteur face à la mystification historique
Successivement poète, soldat, prêtre et chapelain, homme de cour du roi Philippe IV (1605-1665), Pedro Calderón de la Barca de Henao y Riaño (1600-1681) est considéré aujourd'hui comme l'un des représentants les plus éminents des dramaturges du théâtre du Siècle d'or espagnol. Extraordinairement prolifique, auteur de plus de deux cents textes dramatiques, il est en particulier connu pour sa pièce La vie est un songe (1635). Pour les Espagnols, il est celui qui a le mieux exprimé les passions et l'idéal d'un peuple, avec plus d'enthousiasme qu'aucun autre écrivain.
Le dramaturge situe l'intrigue de L'Alcade de Zalamea avant son époque, dans le cadre d'un véritable événement historique : l'invasion du Portugal par Philippe II d'Espagne en 1578, après la mort du roi portugais Sébastien Ier, tombé au combat en Afrique, dans une guerre contre les Maures. L'invasion est réussie et le Portugal est annexé soixante ans à l’Espagne, de 1580 à 1640.
L'Alcade de Zalamea est situé dans le temps, précisément trois journées de 1580, mais il ne s'agit pas d'un drame proprement historique, bien qu'il soit dominé par deux personnages historiques : le roi Philippe II (fils aîné de Charles Quint), roi d’Espagne de 1556 à 1598 et roi du Portugal sous le nom de Philippe II de 1580 à 1598 et Don Lope de Figueroa, chef des armées, vieux soldat fidèle, authentique héros. La rencontre de ces personnalités à Zalamea est totalement fictive, tout comme les autres principaux personnages de la pièce : Pedro Crespo, riche et honnête paysan, maire de sa commune, sa fille Isabel, son fils Juan et le capitaine Don Alvero.  
À travers sa pièce, Calderon porte témoignage d'une réalité qu’il a connue de son vivant. Dans la deuxième partie du XVIIe siècle, sous le règne de Philippe IV, les hommes ne se battent plus pour un idéal, ni pour défendre des valeurs mais pour de l'argent. L'armée est devenue le refuge des hommes sans emploi, des spadassins et autres mercenaires, ou plus simplement de jeunes hommes de plus ou moins bonne famille compromis dans un duel, dans un meurtre, ou ruinés. Sur son passage, l'armée met à sac les villages ou les villes qu'elle est censée défendre. Pillages, viols, outrages et insolences sont devenus chose courante. C'est pour cela que le sujet même de la pièce attire l'intérêt du public. À la fin de l’intrigue, l'intervention du roi n'est pas seulement un recours pour résoudre une situation sans issue : un officier gravement impliqué dans un crime abominable, mais le choix d'un roi justicier, tel Philippe II, a valeur d'exemple. Il est ici le symbole de la monarchie bien comprise et respectée par Calderon. Ce serait donc une grave erreur d’interprétation de croire que Calderon aurait voulu adresser un message favorable à une revendication républicaine.
La question de l’honneur acquiert une dimension sociale dans L’Alcade de Zalamea. Atteint dans son honneur par un capitaine qui a enlevé, violé et abandonné sa fille, un simple paysan libre (vilain), devenu le premier magistrat d’un village, dans un sursaut de dignité condamne l’offenseur au garrot, non sans avoir tenté d’obtenir réparation par une proposition de mariage. L’Alcade offensé rend justice et fait exécuter le coupable : ainsi naît un conflit entre pouvoir civil et juridiction militaire, que le roi d’Espagne Philippe II, approuvant le jugement, tranche en faveur de l’Alcade. Ce drame rustique reconnaît à l’homme du peuple, dont l’Alcade est devenu l’archétype, sa propre noblesse. Égal à tous par son âme et dans son essence, il peut défendre son honneur.
Source : information tirée des conférences littéraires de Jacqueline-Mathilde Baldran : Agrégée de l'Université (espagnol), maître de conférences honoraire en littératures comparées à l'Université de Paris III (en 2008) - https://data.bnf.fr/fr/11889968/jacqueline_baldran/

## Argument de la pièce
Il ne saurait y avoir de justice sans honneur. Au XVIe siècle, un capitaine, qui cantonne avec sa compagnie dans un village du sud de l’Espagne, veut courtiser de force la fille d’un paysan, homme respecté de tous. Malgré l’opposition de ce dernier, le capitaine fait enlever la pauvre paysanne par ses hommes et la déshonore. Le paysan, nommé Alcade du village, cite l’officier devant le tribunal local. Malgré son obstination à nier la compétence de cette simple juridiction au détriment de la juridiction militaire, le coupable, condamné, subit l’estrapade.

## Résumé de la pièce

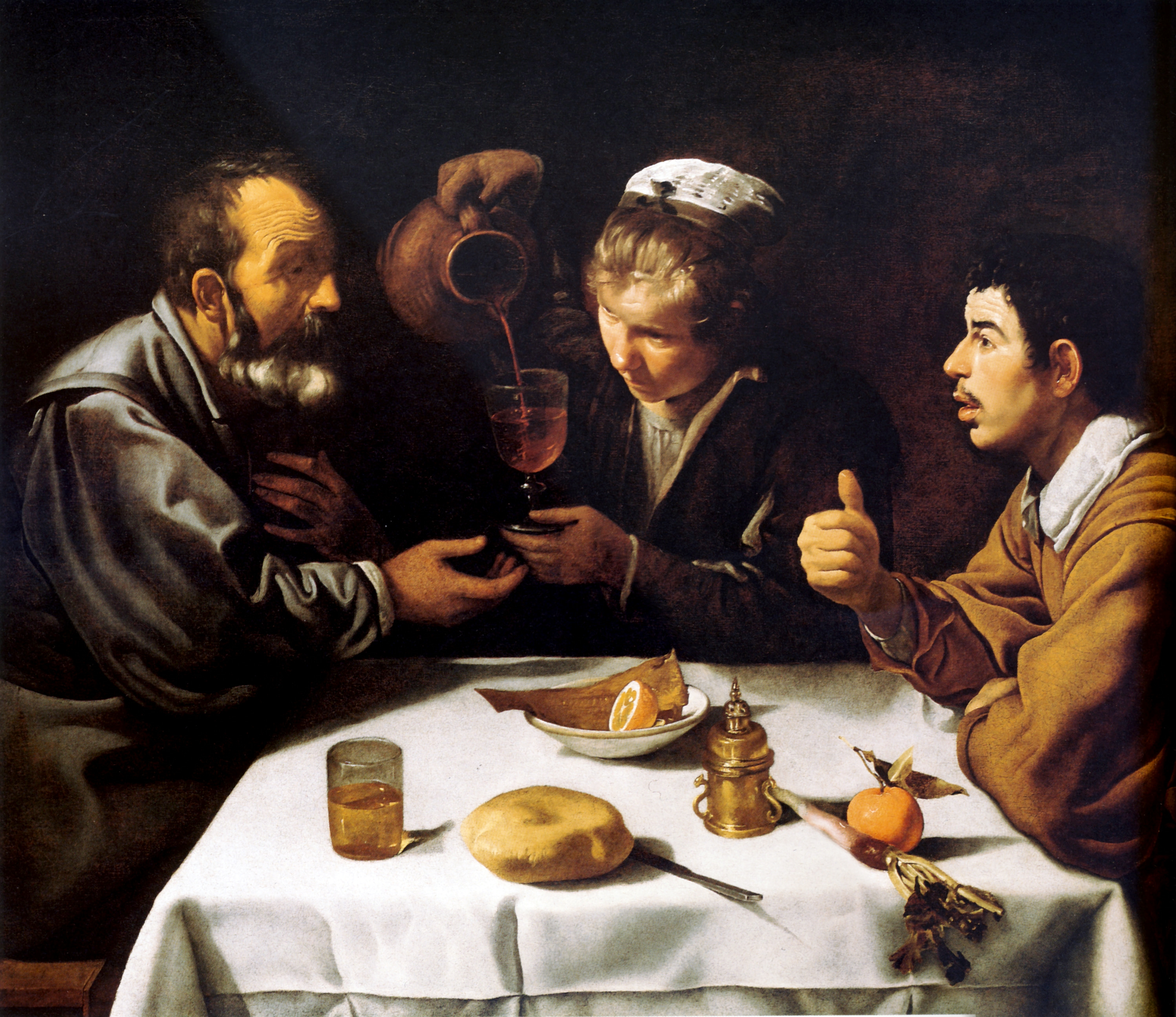
Déjeuner de paysans, toile de Diego Vélasquez, v. 1620.

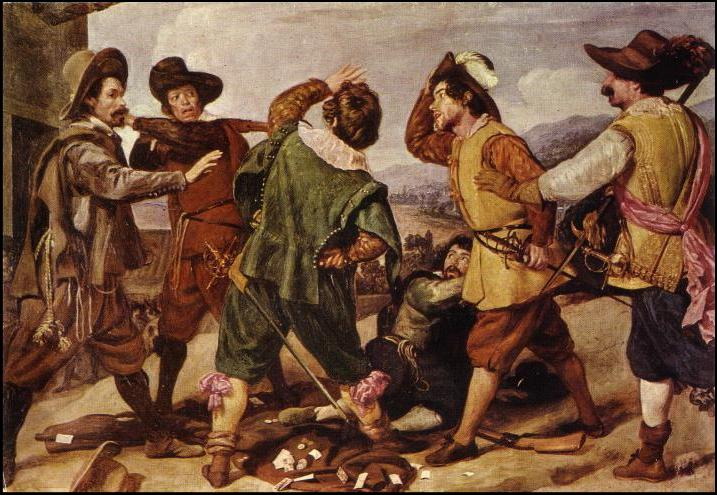
Rixe de soldats devant l’ambassade d’Espagne, toile de Diego Vélasquez, 1630.

Acte I - 1580. Le roi d’Espagne Philippe II traverse la province de l’Estrémadure en direction de Lisbonne où il va être couronné Roi du Portugal. L’armée royale est sous les ordres du général Don Lope de Figueroa. Précédent le cortège royal, un groupe de soldats de l’avant-garde commandé par le capitaine Don Alvaro de Ataide s’arrête dans la ville de Zalamea, pour attendre le reste du régiment, avant l’étape suivante à Guadalupe. Pour se loger avec son sergent et autres compagnons, le capitaine réquisitionne la maison de Pedro Crespo, riche fermier vilain (paysan libre), veuf, père d’un garçon oisif et joueur Juan, et d’une fille Isabelle dont la beauté attire les convoitises. Ayant entendu dire que lorsque les militaires arrivent sur un lieu, les honneurs sont parfois peu respectés, Pedro Crespo décide de cacher, dans le grenier, sa fille et sa nièce Ines, pour qu’elles ne subissent pas d’impertinences. Cependant, Don Alvaro, réputé pour être un coureur de jupons et ayant entendu les rumeurs sur la beauté d’Isabelle, a bien l’intention de la rencontrer. Pour cela, Don Alvaro élabore avec Rebolledo, un de ses fidèles soldats, un stratagème en simulant une bagarre entre eux qui doit se terminer dans le grenier afin de jeter un coup d'œil à Isabelle et de vérifier par lui-même si les rumeurs sur sa beauté sont fondées. Rebolledo et sa fiancée la Chispa (l’Étincelle) seront récompensés en obtenant la régie des jeux du régiment. Le plan fonctionne très bien mais le chahut de l’assaut du grenier attire l’arrivée de personnes non désirées : Crespo et son fils Juan lequel, ayant compris la supercherie du capitaine, est prêt, l’épée à la main, à le défier. Prévenu à temps, Don Lope qui vient d’arriver au village, interrompt les hostilités et force Rebolledo à parler sous peine d’estrapade (torture). Rebolledo dévoile la vérité et la responsabilité du capitaine. Don Lope ordonne que la troupe soit consignée au corps de garde pour la journée, que le capitaine aille loger ailleurs et lui-même, fatigué par sa jambe douloureuse, décide de rester chez Crespo. Seuls, en tête à tête, le général et son hôte opposent des points de vue contradictoires. Don Lope déclare clairement qu'il pendrait toute personne susceptible de causer le moindre préjudice à l’un de ses hommes. Crespo fait le même vœu à quiconque voudrait vexer son honneur, affirmant que cet honneur est le lien avec l'âme et donc avec Dieu. Ils se séparent, chacun pensant que l'autre est ouvertement têtu.

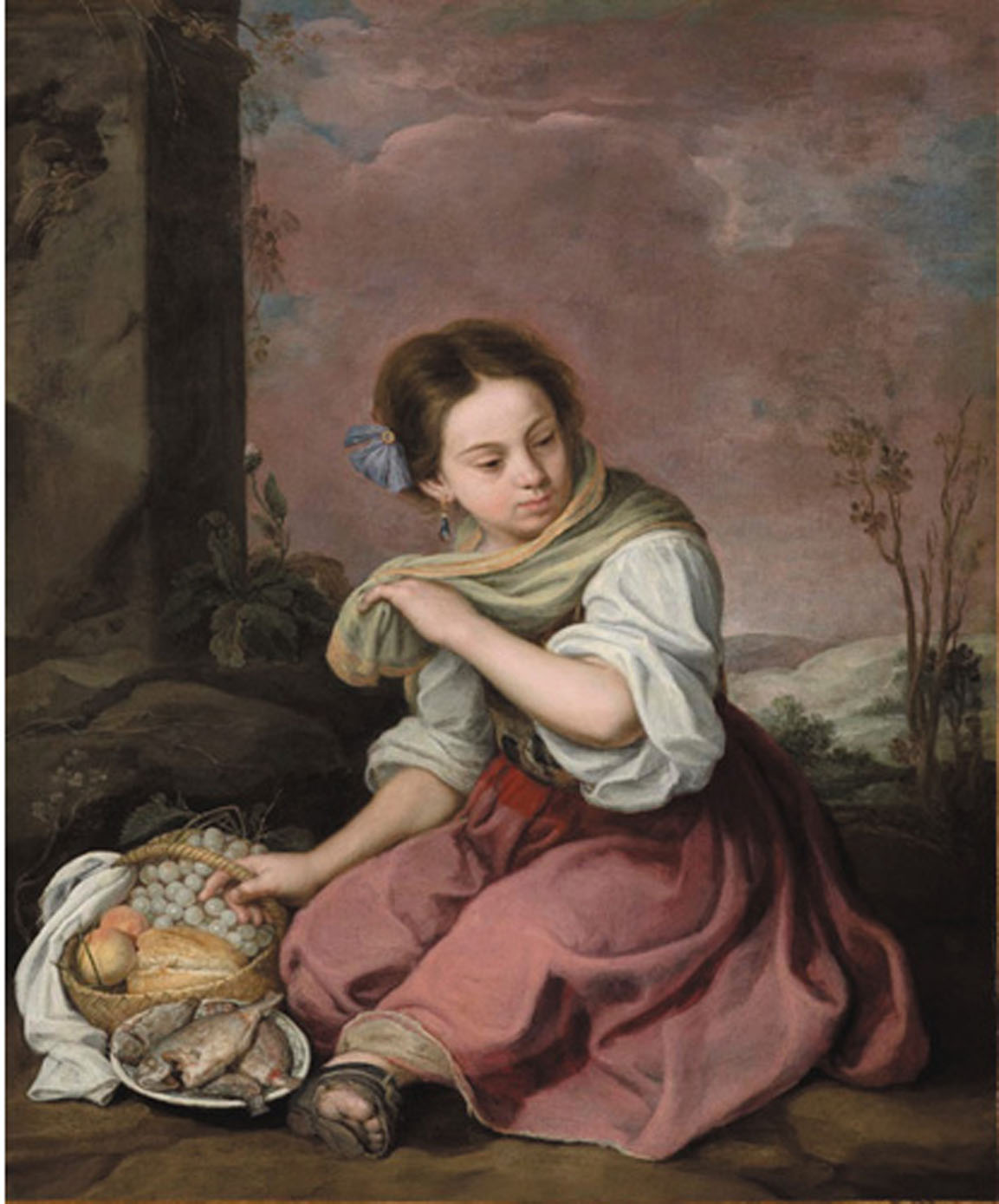
Jeune paysanne avec des fruits et des poissons, toile de Bartolomé Esteban Murillo, v. 1670.

Acte II - Le lendemain matin, Don Alvaro n’a pas renoncé à sa conquête, piqué dans son orgueil par la résistance de cette simple paysanne. Rebolledo, soucieux de garder son petit commerce, lui propose de revenir le soir sous les fenêtres d’Isabelle, avec quelques musiciens pour chanter et danser avec l’Étincelle, pendant que le capitaine à distance pourra revoir sa belle. Ce dernier accepte la proposition tout en n’étant pas responsable de cette ruse, par mesure de prudence. Le soir, avec beaucoup de courtoisie, Crespo organise un souper en l’honneur de Don Lope qui désire et obtient la présence d’Isabelle à ses côtés. Juan déclare vouloir devenir un soldat sous les ordres de Don Lope. L’atmosphère est détendue lorsqu’une belle musique se fait entendre. Les paroles du chant, offensantes pour Isabelle, déclenchent la fureur de Don Lope qui, prétextant souffrir de sa jambe, se retire en congédiant tout le monde. La musique et le chant se font entendre à nouveau déclenchant dans la confusion le retour, ulcérés, l’épée à la main, de Don Lope, Crespo et son fils Juan pour rosser les musiciens. Un combat s’engage dans la confusion interrompue par l’arrivée de soldats et du capitaine feignant de venir au secours de Don Lope. Ce dernier décide, pour rétablir la paix dans Zalamea, le départ, à l’aube de l’armée pour rejoindre Gadalupe, sur la route du Portugal. Le capitaine donne rendez-vous à son sergent et quelques hommes au crépuscule à l’orée de la forêt pour tenter une dernière tentative afin d’approcher Isabelle. Don Lope fait ses adieux dans l’allégresse à Crespo et sa fille, heureux et reconnaissant de l’engagement de Juan, sa nouvelle recrue. Le père et sa fille restent assis devant la maison pour profiter de la douceur d’une nuit d’été, ignorant qu’un piège leur est tendu. Tandis que d’un côté Crespo est neutralisé, de l’autre Isabelle est enlevé par Don Alvaro . Juan, passant à proximité du drame et entendant les cris d'angoisse et de détresse, ne sachant pas que c'est son père et sa sœur qui sont attaqués, se précipite, l’épée à la main, pour porter secours.

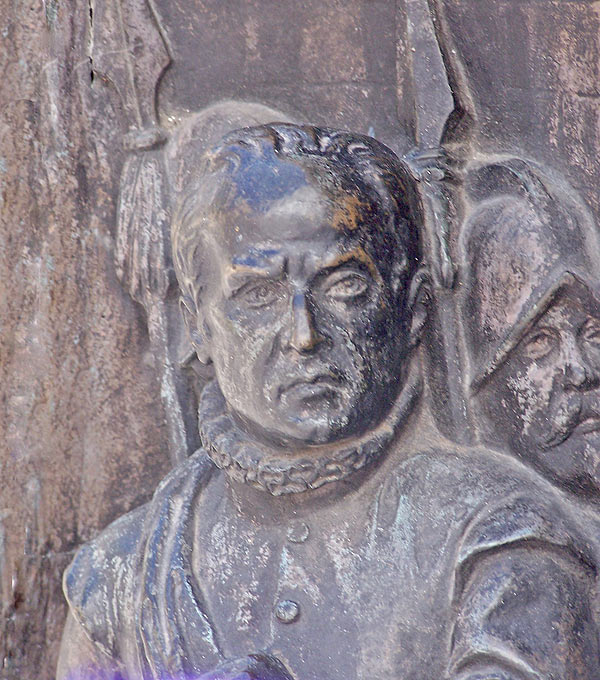
Le général Lope de Figueroa, détail du bas-relief de l'Alcade de Zalamea sur le monument de Calderon, place Santa Ana à Madrid.

Acte III – Au petit matin, Isabelle retrouve son père lié à un arbre. Elle lui raconte ce qui lui est arrivé, son viol infâme, lâchement abandonnée et sa fuite dans la forêt apercevant, sans être vue, son frère blessant Don Alvaro mais sauvé de justesse par ses gardes. Le père et la fille, désespérés, désirent la mort, sachant que leur honneur est ruiné, mais Crespo ramène sa fille au village pour la venger et sauver son fils en danger. Une fois sur place, Crespo apprend qu'il a été élu par ses concitoyens alcade (maire) du village et que le roi Philippe II doit arriver dans la journée. Constatant également que les soldats sont toujours là pour soigner la blessure de Don Alvaro, il décide, en tant que père, de se rendre chez Don Alvaro afin, pour réparation de son crime, qu’il accepte en le suppliant, d'épouser sa fille et offrant toute sa fortune comme dot, pour restituer son honneur. En colère, Don Alvaro refuse : épouser une roturière, jamais ! Alors, en tant que maire, Crespo fait arrêter de force Don Alvaro mais également Rebolledo et aussi son fils Juan à son retour pour avoir agressé un officier, par esprit de justice. Ayant appris l'arrestation de Don Alvaro, Don Lope retourne à Zalamea, prêt à prendre d'assaut la prison pour libérer ses soldats et à incendier le village s’il le faut. Les villageois et les soldats se battent chacun pour défendre sa cause mais voici que tous s’agenouillent devant l’arrivée du roi. Après avoir été informé des faits et des procédures de l’alcade, le roi déclare que le procès a été instruit selon les règles, que la loi a été respectée mais que la sentence est du ressort d’un autre tribunal et réclame la libération de l’officier emprisonné. Crespo déclare que justice a déjà été rendue et que Don Alvaro a déjà été garroté (pendu), le bourreau ne sachant pas guillotiner. Crespo fait valoir que peu importe qui pend un homme coupable puisqu’il doit mourir de toute façon, une logique avec laquelle le roi ne peut pas discuter. Le roi, approuvant le jugement comme juste et régulier et considérant qu'un tribunal de guerre aurait émis la même sentence, il condamne Crespo à être l'alcade de Zalamea à perpétuité et ordonne que les troupes se mettent en marche pour le Portugal. Juan est pardonné et retourne à l'armée de Don Lope, pour servir le roi. Isabelle décide d'aller au couvent afin de retrouver son honneur : là, elle aura un époux qui ne regardera pas à sa condition (Dieu). 
Sources
Le présent résumé a été écrit après lecture de la pièce L’Alcade de Zalamea de Calderon, préface de Robert Marrast, édition Aubier-Flammarion, n° 6293, 1968 et par le visionnage du téléfilm de Marcel Bluwal.

## Représentation annuelle à Zalamea de la pièce

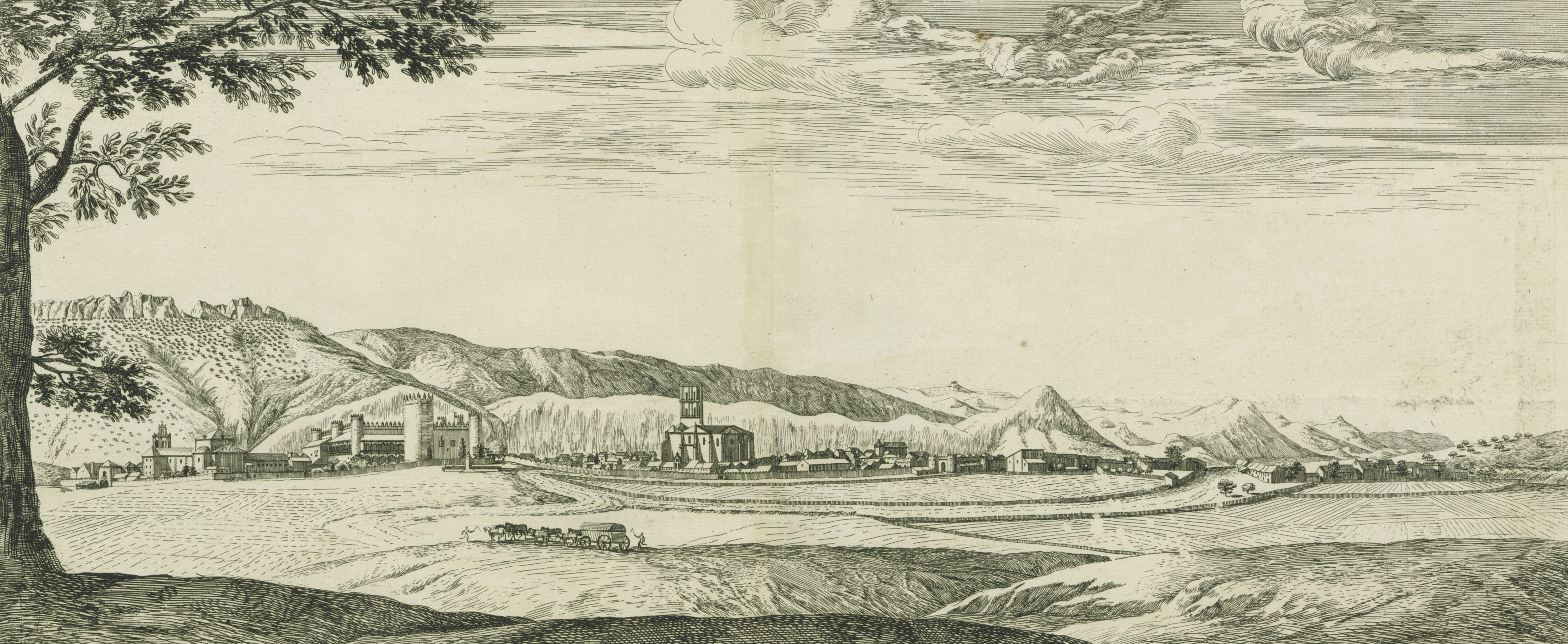
Ville et campagne de Zafra en Estrémadure, gravure d'Israël Silvestre, XVIIe s.

Au XVIIe siècle, les œuvres étaient faites pour être jouées devant un public populaire souvent illettré. L’Alcade de Zalamea est représenté chaque année pendant la seconde quinzaine d’août par les habitants du village de Zalamea de la Serena, dans la province de Badajoz, cadre fictif du drame imaginé par Calderon.
Reprise de la pièce en 1961, par le TNP
- En juillet 1961 à Avignon, il fallait un grand courage de la part de Jean Vilar (1912-1971) pour oser présenter cette pièce qui dénonce le comportement inacceptable de militaires dont un officier est pendu avec le soutien du peuple, en pleine guerre d'Algérie (1954-1962) au moment de l’échec du putsch des généraux félons qui voulaient renverser le général de Gaulle, président de la République française, et prendre le pouvoir avec le soutien des forces parachutistes.
- Création le 15 juillet 1961 dans la Cour d'honneur du palais des papes, à Avignon
- Texte de Pedro Calderon De la Barca
- Traduction : Georges Pillement
- Mise en scène : Georges Riquier et Jean Vilar
- Décor et costumes : Léon Gischia
- Lumières : Pierre Saleron
- Son : Maurice Coussonneau
- Musique : Georges Delerue
- France - Création 1961 – XVe Festival d’art dramatique d’Avignon
- Reprise à Paris au Théâtre national populaire le 7 janvier 1962
- Distribution : René Alone (premier soldat), Lucien Arnaud (le greffier), Philippe Avron (Nuno), Charles Denner (Rebolledo), Nicole Gueden (Ines), Julien Guiomar (Don Lope de Figueroa), Christiane Minazzoli (Isabelle), Roger Mollien (Juan), Jean Mondain (deuxième soldat), Dominique Paturel (Don Mendo), Mario Pilar (le sergent), Jean-François Remi (Don Alvaro de Ataide), Georges Riquier (le roi Philippe II), Véronique Silver (l'Étincelle) et Jean Vilar (Pedro Crespo)

Le public du TNP et la critique sont élogieux. Jacques Lemarchand, dans Le Figaro littéraire, écrit : « Ce drame de Calderon est l’une des belles réussites du T.N.P. Jean Vilar est Pedro Crespo ; il excelle dans ce mélange d’ironie, de force et d’émotion contenue et vive qui appartient à celui qui sait où est le droit et qui le dira devant toutes les juridictions et toutes les sectes. La grandeur, pas plus que la justice, n’appartient à une classe, une secte ou un métier. Elle est l’affaire d’hommes. »

## Reprise de la pièce en 1979
- 1979 : L’Alcade de Zalamea de Pedro Calderon de la Barca, adaptation de Jacques Deval, mise en scène de Jean Le Poulain et Patrick Bourgeois (assistant) au 27e Festival de Vaison-la-Romaine, 21 juillet 1979, décors et costumes de Roger Harth, avec : Jean Marais (Pedro Crespo), Jean Davy (Don Lope), François Duval, Vannick Le Poulain et autres

Durant une interruption, pour des raisons de santé, des nombreuses représentations en 1978-1979 du Roi Lear, Jean Marais accepte cependant de venir au théâtre antique de Vaison-la-Romaine pour interpréter le rôle du paysan Pedro Crespo dans L’Alcade de Zalamea donnant la réplique à Jean Davy dans le rôle de Don Lope. Tous les deux sont magnifiques et la direction du théâtre de l’Athénée, devant le succès, propose d’accueillir le spectacle à Paris, mais Marais refuse net, on ne sait pourquoi, sans doute l’année écoulée l’a-t-elle trop épuisé.
Sources
- Christian Soleil, Jean Marais, la voix brisée, Actes graphiques éditeur, 2000  (ISBN 2-910868-42-7).
- Sandro Cassati, Jean Marais, une histoire vraie, City éditions, 2013  (ISBN 978-2-8246-0377-3).

## Adaptations cinématographiques et télévisuelles
La pièce a été adaptée pour plusieurs films dans plusieurs pays :
- 1920 : L'Alcade de Zalamea (de)  (en allemand : Der Richter von Zalamea), film allemand muet de Ludwig Berger, avec Lil Dagover, Albert Steinrück, Agnes Staub, Lothar Müthel , Max Schreck
- 1954 : L'Alcade de Zalamea (es) (en espagnol : El Alcalde de Zalamea), film espagnol de José Gutiérrez Maesso, avec Manuel Luna (Crespo), Alfredo Mayo (Don Alvaro), Isabel de Pomés (Isabelle), José Marco Davó (Don Lope), Mario Berriatúa (Juan), Fernando Rey (le roi)
- 1956 : L'Alcade de Zalamea (de) (en allemand : Der Richter von Zalamea), film est-allemand de Martin Hellberg, avec Günther Ballier, Rolf Ludwig, Raimund Schelcher
- 1958 : L'Alcade de Zalamea, téléfilm de Marcel Bluwal, adaptation de la pièce de Calderon par Alexandre Arnoux de l’Académie Goncourt, musique originale de Georges Delerue chantée par Jacques Lalande, costumes de Christian Coste, maître d’armes Claude Carliez, son Jean Lego, avec Albert Remy (Rebolledo), Micheline Bona (L’Étincelle), René Arrieu (le capitaine), Charles Denner (le sergent), Gaëtan Noël (Nuno), Paul Crauchet (Don Mendo), Lucie Arnold (Inès), Vera Finbert (Isabelle), Jacques Mauclair (Pedro Crespo), Jacques Bernard (Juan), Aimé Clariond (Don Lope), Jean-Jacques Steen (le greffier), Robert Porte (le roi).